# Horod, Cosău
Horod (în ucraineană Город) este o comună în raionul Cosău, regiunea Ivano-Frankivsk, Ucraina, formată numai din satul de reședință.

## Demografie
Componența lingvistică a comunei Horod
     Ucraineană (99,41%)
     Alte limbi (0,59%)
Conform recensământului din 2001, majoritatea populației comunei Horod era vorbitoare de ucraineană (99,41%), existând în minoritate și vorbitori de alte limbi.